# Cum tacent, clamant
Cum tacent, clamant (з лат. «Коли мовчать, кричать») — вираз Марка Тулія Цицерона з літературної обробки першої промови проти Катіліни (63 р. до н. е.) при придушенні руху Луція Сергія Катіліни проти консула Риму (Цицерона).
Катіліна склав змову проти уряду римської республіки. Друга половина консульства Цицерона була пов'язана з боротьбою проти змови свого супротивника. Коли справа дійшла до судового засідання, сенатори, тобто співучасники Катіліни, зрадницьки мовчали, тим самим підставляючи свого товариша і підтверджуючи, що вони дійсно допустили порушення законної процедури. У результаті змовників оголосили ворогами держави, Катіліні було наказано піти у вигнання.